# 諾曼鎮區 (阿肯色州蒙哥馬利縣)
諾曼鎮區（英語：Norman Township）是位於美國阿肯色州蒙哥馬利縣的一個行政鎮區。

## 地方資料
諾曼鎮區的面積為128.77平方千米，當中陸地面積為128.47平方千米，而水域面積為0.30平方千米。根據2010年美國人口普查的數據，當地共有人口859人，而人口密度為每平方千米6.67人。